# Joachim Lebreton
Joaquim Lebreton ou Le Breton (Saint-Méen-le-Grand, 7 de abril de 1760 – Rio de Janeiro, 9 de junho de 1819) foi um intelectual, político e administrador francês. Desempenhou relevante papel no mundo artístico e intelectual da França revolucionária e napoleônica antes de exilar-se no Brasil, onde faleceu, e onde deixou um importante legado como chefe da Missão Artística Francesa e pioneiro do ensino artístico acadêmico no país.

## Biografia
Nascido em 7 de abril de 1760, filho de um ferreiro que já tinha uma prole numerosa, Lebreton estudou humanidades em um colégio teatino, onde distinguiu-se pelo brilhantismo. Tornou-se clérigo, e com cerca de vinte anos foi encarregado da classe de retórica no colégio teatino de Tulle. Manifestou interesse pela causa revolucionária, mas em seus primeiros anos esteve mais preocupado com assuntos intelectuais e artísticos.
Desde 1788 foi um apoiador da Escola Real de Desenho e depois foi presidente do seu Conselho de Administração. Em 1789 publicou um manual de retórica, Logique adapté à la rhétorique. Na Revolução Francesa aderiu ao partido dos jacobinos, renunciou às suas ordens sacras e casou com uma filha de um certo D'Arcet, inspetor geral da Moeda, que era ligado a um grupo de ilustres intelectuais e cientistas.
Em 1794 foi nomeado chefe da seção de Museus, Conservatórios e Bibliotecas do Ministério do Interior, participando ativamente da criação do Museu Central (hoje o Museu do Louvre). Participou desde o início do processo de extinção das antigas academias reais e sua transformação em departamentos do Instituto de França, criado em 1795. Foi admitido como membro do Instituto e secretário da classe de Ciências Sociais e Políticas, sendo confirmado no cargo de secretário em 1797. Nesta época já publicava frequentemente artigos eruditos na imprensa, fazendo-se notar no ambiente intelectual francês. Foi um dos fundadores da revista Décade Philosophique, e colaborou em várias outras publicações.
Apoiou o golpe de estado do 18 de Brumário de 9 de novembro de 1799, que colocou Napoleão Bonaparte na posição de Primeiro Cônsul, e participou da organização das coleções de arte que Napoleão ia confiscado em suas guerras de conquista e remetendo a Paris. Em 1800 tornou-se membro do Tribunato, uma das quatro assembleias do Consulado, onde permaneceria até 1807. A partir de 1802 Vivant Denon assumiu a direção do Museu Central e Lebreton continuou colaborando como voluntário na organização das coleções. Em 5 de fevereiro de 1803 foi nomeado secretário perpétuo da quarta classe de Belas Artes e Literatura Antiga do Instituto de França.
A partir de então desenvolveu intensa atividade no âmbito do Instituto, organizando as sessões públicas da classe, mantendo os contatos com os membros correspondentes no estrangeiro, organizando a distribuição de prêmios, produzindo os relatórios anuais da classe e relatórios anuais sobre os pensionistas da Academia da França em Roma, dando subsídios para o Dictionaire de la langue des Beaux-Arts, escrevendo comentários sobre publicações eruditas e elogios fúnebres por ocasião da morte de personalidades eminentes das artes e das ciências, entre outras funções, além de obter de Napoleão o privilégio de distribuir os prêmios em Desenho de todas as classes de Belas Artes. Em 1808 apresentou a Napoleão um extenso e erudito relatório histórico sobre as artes francesas desde o Renascimento até o período do Império, Rapport historique sur l'état et les progrès des Beaux-Arts en France.
Muito vinculado ao governo de Napoleão, que lhe concedera o título de cavaleiro da Legião de Honra, com a Restauração Bourbon sua posição se tornou delicada, mas sua queda definitiva deveu-se a um discurso proferido em 28 de outubro de 1815 na sessão pública do Instituto, onde protestou contra a demissão forçada de Denon e contra a devolução do imenso patrimônio artístico confiscado por Napoleão e que estava sendo reivindicado pelas nações espoliadas, dando como justificativa exemplos de outras nações conquistadoras que ainda mantinham tesouros estrangeiros, como a Inglaterra. O Duque de Wellington, presente na ocasião, sentiu-se ultrajado e exigiu que o rei Luís XVIII o afastasse de todas as suas funções oficiais.

### A Missão Francesa e o projeto acadêmico
Sem emprego, perseguido, foi obrigado a se exilar, vindo a conseguir refúgio no Brasil, sob a proteção da família real portuguesa, ali instalada desde 1808. As pesquisas mais recentes o colocam como idealizador e principal organizador da Missão Artística Francesa. Lebreton aportou no Rio de Janeiro em 25 de março de 1816 como chefe da Missão. Em 12 de junho de 1816 elaborou um memorando para o Conde da Barca propondo a criação de uma academia de Belas Artes. Seu principal modelo inspirador foi a Academia de Paris, mas a ideia de criar uma escola nesses moldes na América foi estimulada, como ele mesmo declarou no memorando, pelo conhecimento da existência de instituições similares nos Estados Unidos e pelos relatos entusiasmados deixados por seu amigo, o viajante e naturalista Alexander von Humboldt, sobre a próspera academia do México. O ensino se daria em três fases:
- Desenho geral e cópia de modelos dos mestres, para todos os alunos;
- Desenho de vultos e da natureza, e elementos de modelagem para os escultores;
- Pintura acadêmica com modelo vivo para pintores; escultura com modelo vivo para escultores, e estudo no atelier de mestres gravadores e mestres desenhistas para os alunos destas especialidades.

Para a arquitetura haveria também três etapas divididas em teóricas e práticas:
Na teoria:
- História da arquitetura através de estudo dos antigos;
- Construção e perspectiva;
- Estereotomia.

Na prática:
- Desenho;
- Cópia de modelos e estudo de dimensões;
- Composição.

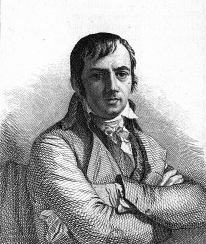
Lebreton em gravura de Charles-Victor Normand.

Ao mesmo tempo, Lebreton sugeria ainda o ensino da música, sistematizava o processo de avaliação dos alunos, o cronograma de aulas, sugeria formas de aproveitamento dos formados em projetos públicos, a criação de exposições periódicas e a ampliação das coleções oficiais com obras produzidas na escola, discriminava os recursos humanos e materiais necessários para o bom funcionamento da instituição, e previa a necessidade da formação de artífices auxiliares competentes através da proposta de criação paralela de uma escola de artes e ofícios.
O modelo de ensino proposto não tinha paralelos no Brasil. Segundo Alberto Cipiniuk, para o contexto brasileiro Lebreton foi um inovador, mas sua academia não diferia dos modelos franceses. "Não foi conservador mas tinha uma visão bastante próxima da antiga visão da arte. Defendia a pintura histórica, posto que era clássica, e era contrário a permanência de pobres em uma escola de arte. Desta forma, propõe uma dupla escola que atendesse tanto à formação profissional de operários especializados, quanto de artistas. A formação de operários era para os oriundos da pobreza e a formação artística para a classe média".
Lebreton foi nomeado pensionista do rei e diretor da escola em 12 de agosto de 1816, recebendo uma pensão de 1,6 conto de réis, mas se o projeto era uma novidade, era também inviável para aquele momento histórico, deslocado da realidade brasileira, e por isso não chegou a sair do papel por muitos anos. Havia falta de recursos, a burocracia era morosa e complexa, e os franceses, até há pouco inimigos dos portugueses, eram vistos com desconfiança por membros influentes da corte e foram envolvidos em uma série de polêmicas, intrigas e disputas, sendo particularmente hostilizados pelo cônsul francês no Rio, para quem Lebreton, principal alvo de seus ataques, era um espião bonapartista e um potencial agitador político, "antigo republicano energúmeno, servidor fidelíssimo de Napoleão I, e correligionário daqueles que haviam forçado Sua Majestade Fidelíssima a embarcar para a América". Sua proposta estética, a escola neoclássica, também encontrava resistências entre os artistas brasileiros, ainda ligados ao barroco. Além disso, dissidências entre os membros da Missão trouxeram dificuldades adicionais.

## Legado

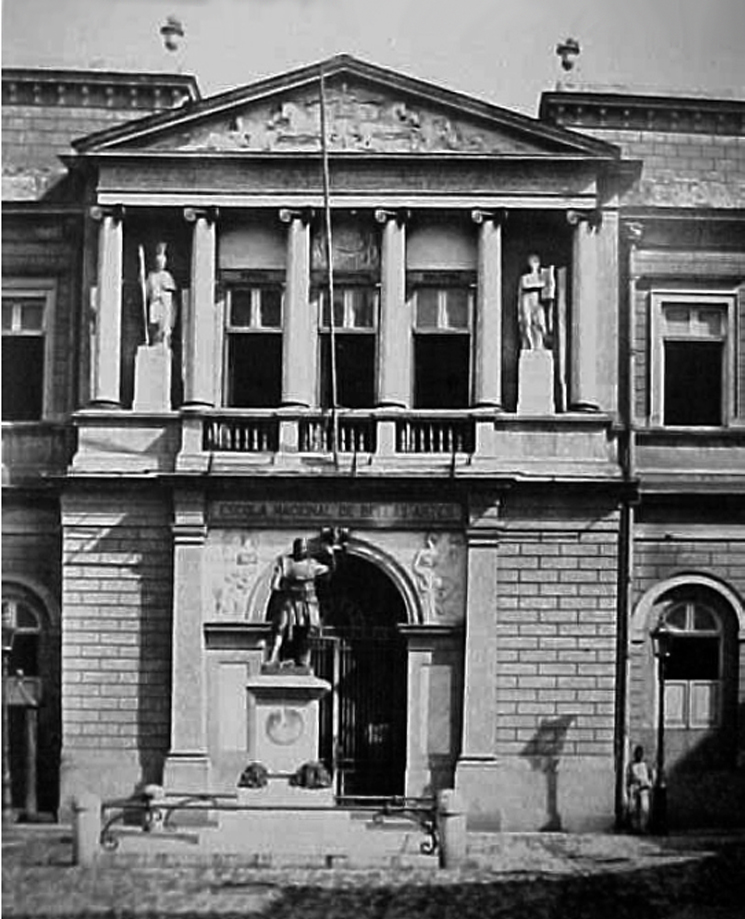
Entrada da Academia Imperial de Belas Artes, prédio projetado por Grandjean de Montigny, membro da Missão.

Lebreton faleceu poucos anos após a sua chegada ao Brasil, isolado de todos em sua casa no Flamengo, sem que o seu ideal de implantar um ensino artístico sistematizado tivesse sido efetivamente materializado. No entanto, seu projeto de uma escola superior de artes e ofícios frutificaria na Academia Imperial de Belas Artes, embasando seus primeiros estatutos e todas as reformas estatutárias posteriores, e mesmo sendo modificado e adaptado ao longo dos anos, o modelo que ele lançou se tornaria a espinha dorsal de todo o desenvolvimento do academismo no país ao longo do século XIX, sendo também uma referência inescapável nos estudos sobre o academismo brasileiro. A coleção de 50 telas que Lebreton trouxe da França e vendeu ao governo se tornou um dos núcleos iniciais da pinacoteca da Academia Imperial, e mais tarde foi incorporada ao acervo do Museu Nacional de Belas Artes
A Missão Francesa como um todo, a despeito das dificuldades que enfrentou, exerceu um impacto profundo no cenário artístico brasileiro, sendo uma das principais responsáveis pela atualização do Brasil em relação ao que ocorria na Europa, e um dos principais advogados dos princípios neoclássicos, deixando ilustre e prolífica descendência estética. Os membros da Missão também foram importantes agentes na formação de uma nova ideia de nação, criando símbolos, signos e imagens para a constituição de uma identidade visual para o Império independente e para a afirmação política do monarca.